# Huile d'œuf

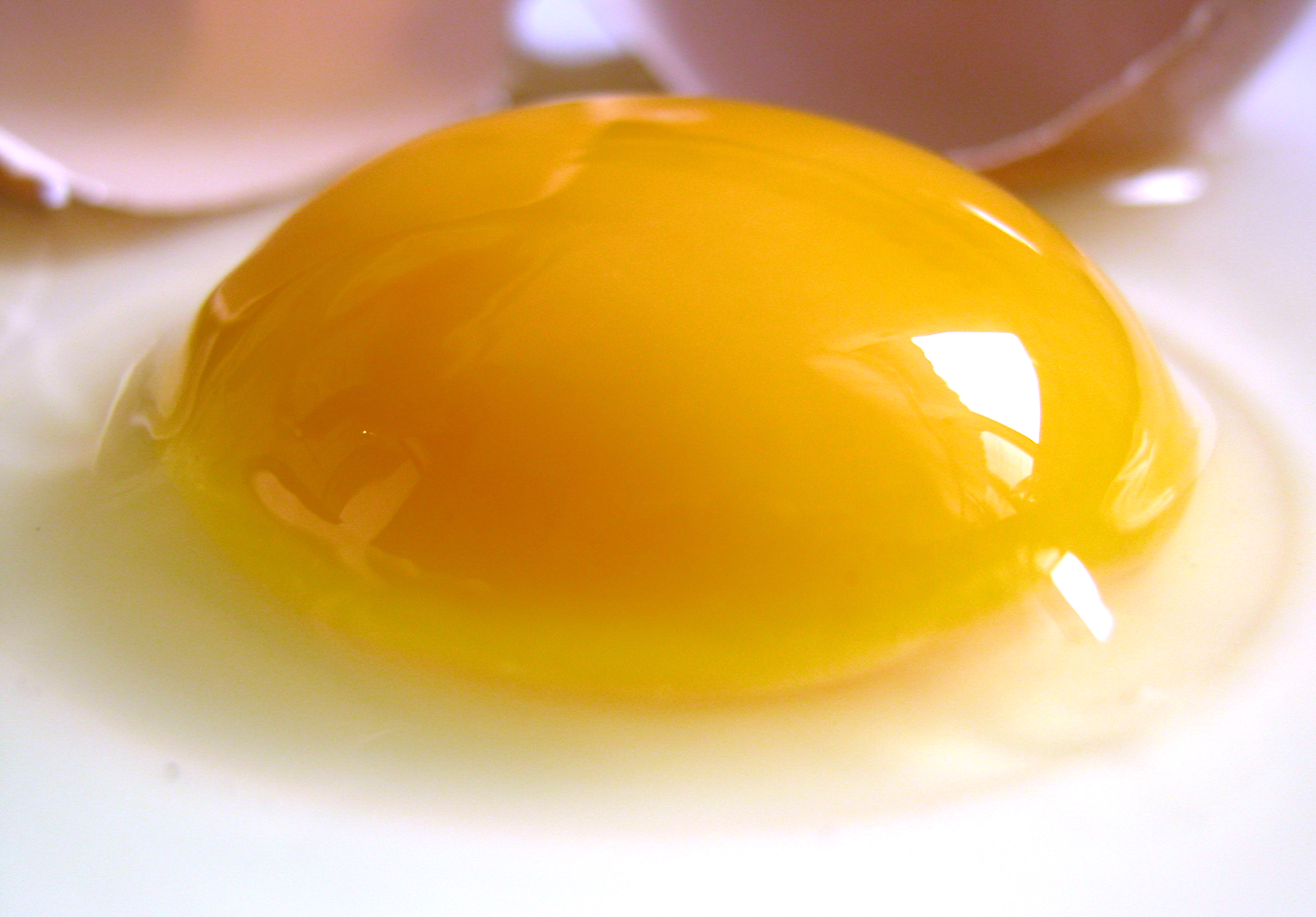
Un jaune intact entouré par du blanc d'œuf

L’huile d’œuf (n° CAS 8001-17-0) (INCI : huile d’œuf, OLEOVA, EYOVA), est dérivée du jaune d'œufs de poules constitués principalement de triglycérides avec des traces de lécithine et est généralement libre de protéines d'œuf. Par conséquent, elle peut souvent être utilisée facilement par des gens qui sont allergiques aux œufs, en particulier pour des applications comme les soins des cheveux et la peau.

## Production
L'huile est traditionnellement extraite du jaune, par un processus assez simple par lequel cinquante œufs donnent environ cinq onces d'huile. 
Les méthodes modernes de production comprennent l'extraction liquide-liquide et d'extraction par un fluide supercritique.

## Composition
Les triglycérides composant l'huile d’œufs sont riches en résidus d'acides gras polyinsaturés comme l'oméga-3 acide docosahexanoïque, l'oméga-6 acide arachidonique ; le profil en résidus d'acides gras de ces triglycérides ressemble au profil du lait humain.

### Analyse
| Apparence            | liquide jaune flou                    |
| Cohérence            | Liquide visqueux/Semi-solide à 25 °C. |
| Odeur                | Légère odeur caractéristique d'œuf    |
| Indice de réfraction | 1.46 - 1.48                           |
| Densité              | 0.90 – 0.95                           |
| Colour Index         | 11 Max.                               |
| Indice d'acide       | < 5.0 (mg KOH/g)                      |
| Indice d'iode        | > 60                                  |

### Profil complet des résidus d'acides gras
| acide oléique           | 37,5 % |
| acide palmitique        | 35,7 % |
| acide linoléique        | 10,7 % |
| acide palmitoléique     | 7,8 %  |
| acide stéarique         | 3,3 %  |
| acide tétradécanoïque   | 1,1 %  |
| acide docosahexaénoïque | 0,5 %  |
| Acide myristoléique     | 0,4 %  |
| acide heptadécanoïque   | 0,3 %  |
| acide arachidonique     | 0,2 %  |
| acide eicosanoïque      | 0,2 %  |
| acide linolénique       | 0,1 %  |
| acide pentadécanoïque   | 0,1 %  |

## Utilisation

### Cosmétiques
Le jaune d'œuf a été utilisé dans les cosmétiques traditionnels depuis le XIe siècle dans les cultures juive, grecque, arabe et latine.

#### Soins de la peau
L'huile d’œuf peut être utilisée comme un excipient / support dans une variété de préparations cosmétiques comme les crèmes, onguents, produits pare-soleil ou des lotions où il agit comme un émollient, hydratant, antioxydant, activateur de pénétration, revitalisant pour la peau et bactérien anti-occlusif[Quoi ?].
Elle apporte également des propriétés de texture, de lubrification et anti-friction de crèmes et de lotions pour la peau. Comme un agent occlusif, il protège contre la déshydratation sans déranger les pores et s'intègre facilement dans les préparations topiques, car il constitue l'huile stable dans les émulsions d'eau.

#### Soins des cheveux
Dans les médecines traditionnelles indienne, japonaise, unani  et chinoise, l'huile d'œuf a été traditionnellement utilisée comme un traitement pour le soin des cheveux.
Cette huile est dite efficace pour le soin des cheveux, car elle nourrirait[Quoi ?] le cuir chevelu, favoriserait la croissance de nouveaux cheveux, réduirait la chute des cheveux et retarderait le vieillissement prématuré[réf. nécessaire]. Elle améliorerait également la texture des cheveux plus épais, réduirait les pellicules et prévient les pointes fourchues ou dommages dus à la coloration chimique[réf. nécessaire].

### Médicaments

#### Brûlures
L'huile d'œuf est un produit émollient, et peut être utilisée en soins externes sur brûlures, où elle réduirait la douleur et favoriserait la ré-epithilisation tout en minimisant les cicatrices. Elle a été utilisée efficacement contre les brûlures dans l’Éthiopie rurale.

#### La gale
Pour le traitement de la gale en Espagne, l'huile de jaune d’œuf a été utilisée avec de l'huile de ricin et de roses, dans l'ancienne Andalousie.

#### Plaies
L'huile d’œuf a été utilisé dans le traitement des plaies et les blessures. Ambroise Paré a utilisé une solution de jaune d’œuf, d'huile de roses, et de térébenthine pour les blessures de guerre, une vieille méthode que les Romains avaient découvert 1 000 ans avant lui. Il a publié son premier livre « Méthode de traiter les plaies faites par les arquebuts et autres bastons à feu, et celles qui sont faites par la poudre à canon » en 1545.

#### La nutrition infantile
Elle peut être une source précieuse d'acides gras polyinsaturés, comme acide docosahexaénoïque et acide arachidonique en matière de nutrition infantile ou en combinaison avec de l'huile de poisson pour la production de préparations pour nourrissons.
Elle est également une source connue de vitamine D.

## Voir également
- Jaune d'œuf